# Wilhelm-Heinrich-Brücke
Die Wilhelm-Heinrich-Brücke ist die zentrale Straßenbrücke über die Saar in der Landeshauptstadt Saarbrücken und verbindet den Stadtteil St. Johann mit Alt-Saarbrücken. 

## Geschichte
Vorgängerin der heutigen Brücke war die Kaiser-Friedrich-Brücke, eine Stahlbogenkonstruktion von 1910. Diese wurde 1945 nach Kriegsbeschädigungen gesprengt. Als Behelfsbrücke diente dann der Kummersteg, eine 4 Meter breite Stahlbogenbrücke für Fußgänger. Jene wurde nach dem Bau der neuen Brücke Anfang 1962 demontiert und einige Jahre später als Freundschaftsbrücke (Deutschland–Frankreich) zwischen Kleinblittersdorf und Grosbliederstroff wiedererrichtet.
Die neue Wilhelm-Heinrich-Brücke, gewidmet Wilhelm Heinrich (Nassau-Saarbrücken), wurde 1961 von Franz-Josef Röder eingeweiht. Das damals achtspurige Verkehrsbauwerk verfügte über zahlreiche Ampelanlagen. Nach einigen Monaten war eine Ab- und Auffahrt zur Stadtautobahn geschaffen. 1987 erfolgte eine Sanierung und Umgestaltung der Brücke. 2018 erfolgte eine erneute Sanierung im Wert von 8,5 Millionen Euro, bei der in beide Richtungen Radstreifen, teilweise in Mittellage, angelegt wurden und für diese je eine Fahrspur entfiel. Im folgenden Jahr wurde auch das Umfeld der Brücke erneuert.

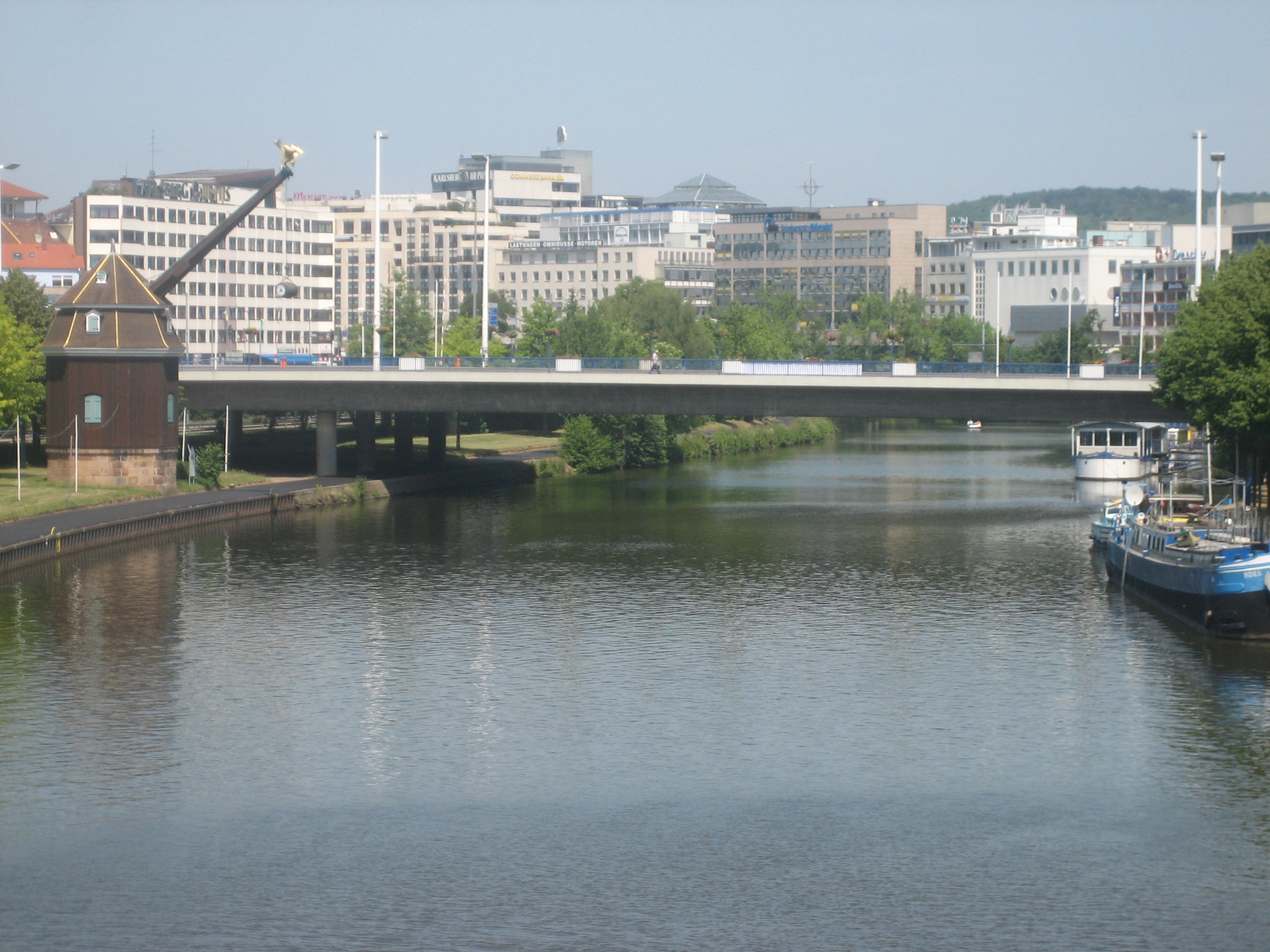
Die Brücke
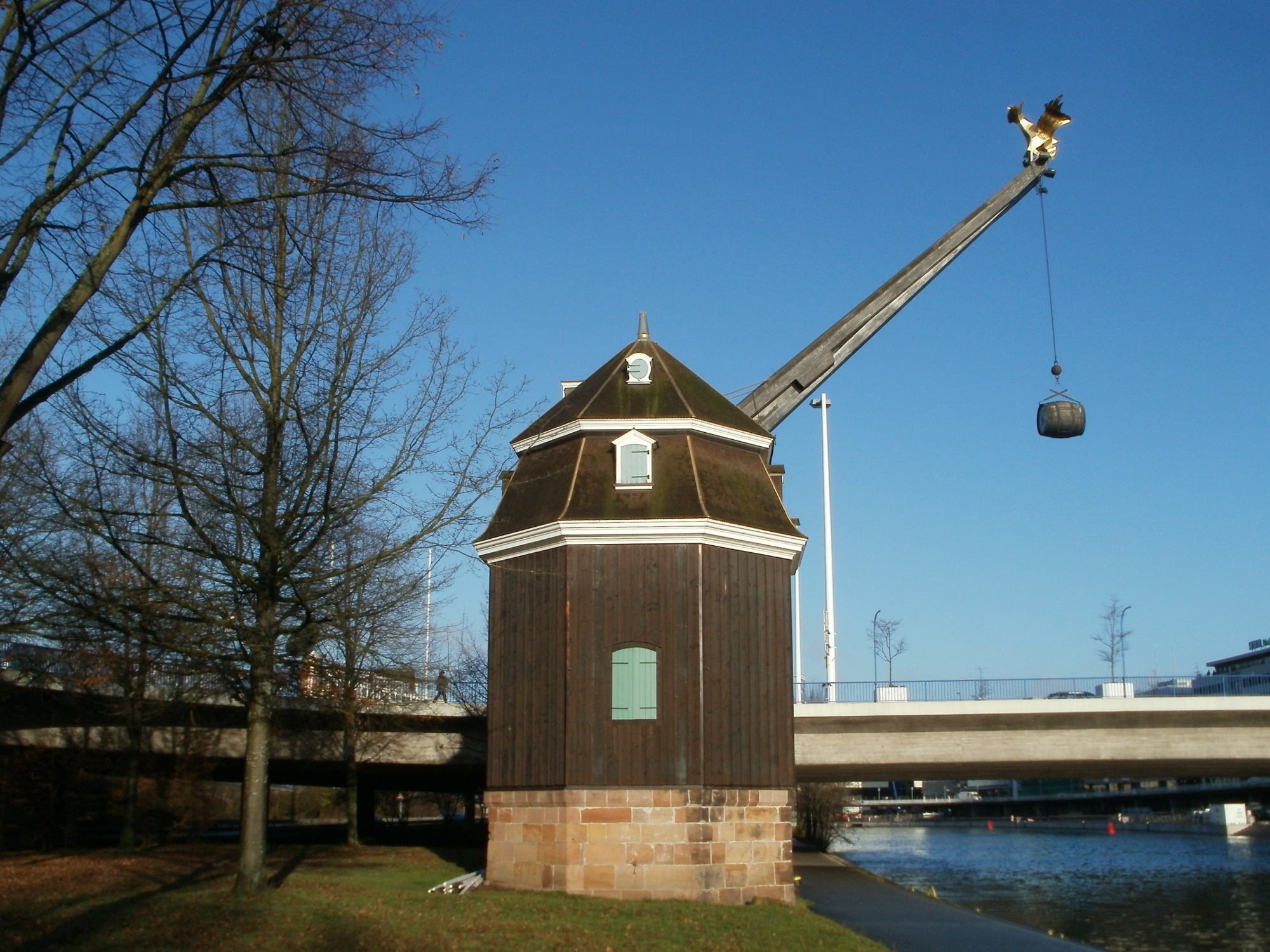
Der historische Saarkran
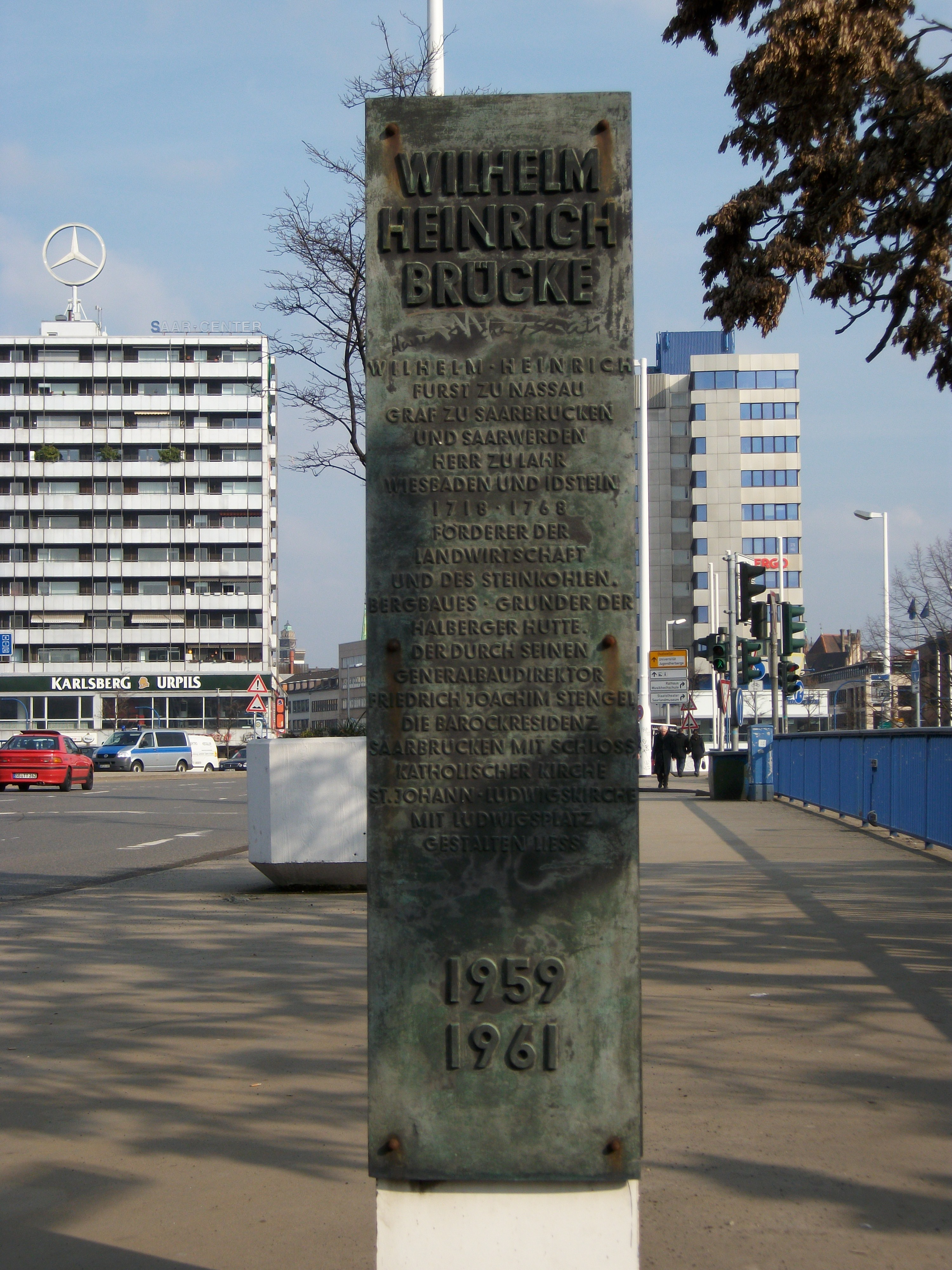
Gedenkstele
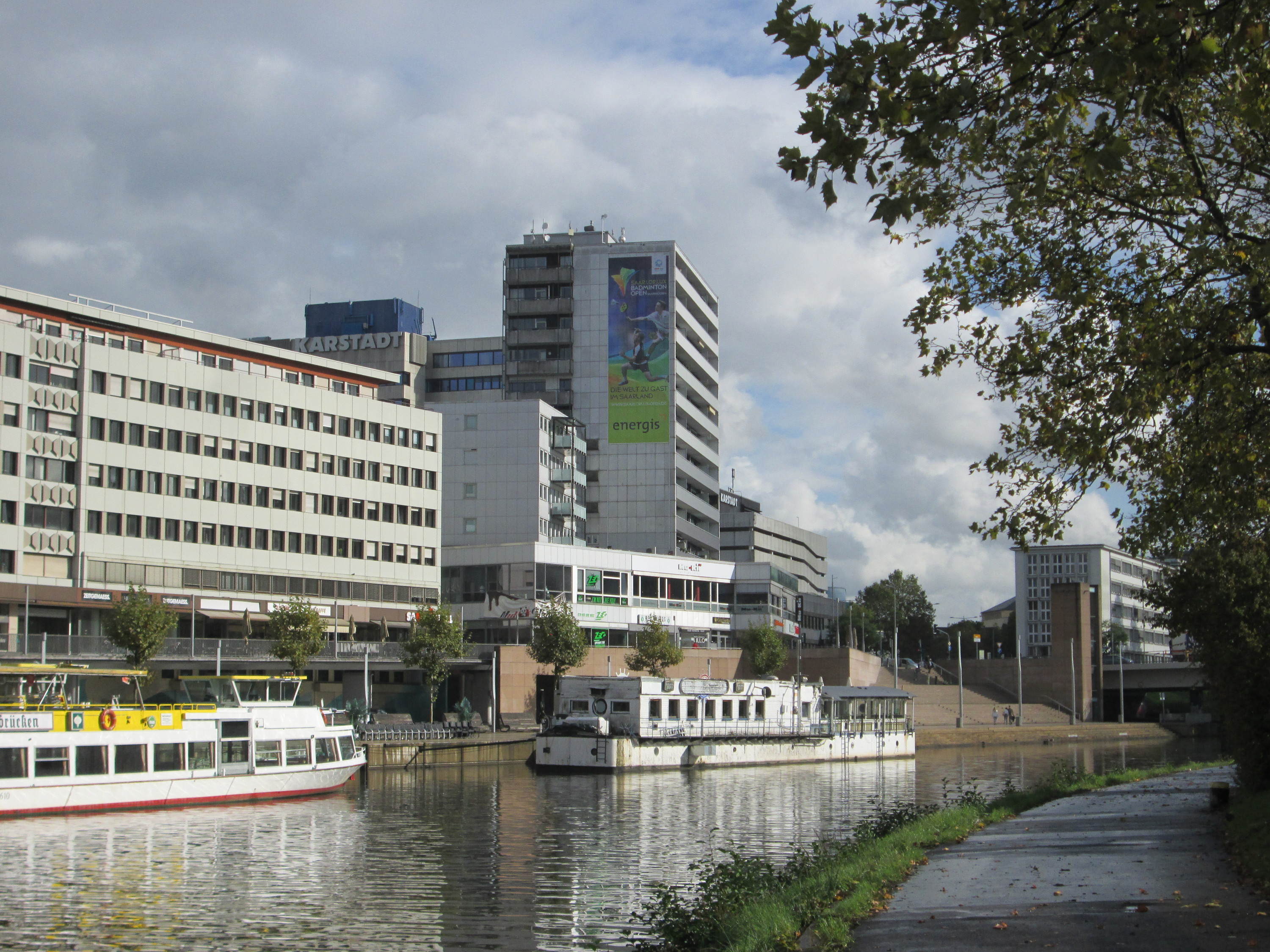
Die Stadtmitte am Fluss mit dem Schwimmschiff